# Google Duo
Duo是Google开发的一款视訊電话手机应用，同时提供Android和iOS版。2016年5月18日，它在Google I/O大会上与即时通信应用Allo一同宣布。Duo于8月16日在美国正式推出，并于几天后拓展到全球。Duo在推出2天后便爬升至Google Play免费应用榜单的第一名。
2022年6月2日，Google宣佈Google Duo將併入Google Meet。

## 功能
这款应用具有如下功能：
- 720p高清视频
- 为低速移动网络优化。应用采用优化过的WebRTC标准，并使用QUIC协议传输数据。应用还会监视网络质量，并在网络情况不好时降低视频画质。[2]
- “Knock Knock”：Android独享功能，可在接听来电前显示对方的实时预览，[9]Google称这会“使来电更像一种邀请，而不是干扰”[10]
- 默认的端到端加密
- Google Assistant支持
- 使用手机号码，便于用户与通讯录裡的人通话
- 在WiFi和移动网络间自动切换